# ال کارمن (نورته د سانتاندر)
ال کارمن (انگلیسی: El Carmen, Norte de Santander) نام شهری در کشور کلمبیا است.